# 灰北極熊

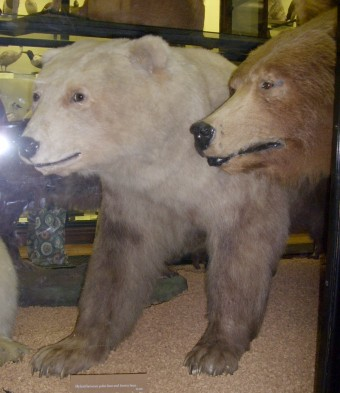
灰北极熊标本，藏于英国特灵自然历史博物馆

灰北極熊或北极灰熊是灰熊跟北極熊的雜交後代，这不多见的现象在野外或人为环境中均有出现，而且这类杂交种的后代均具备完整的生殖能力，显示北极熊与棕熊之间的生殖隔离并不完整，两者的关系比人类之前所认为的还要紧密，因此一些分类学家认为北极熊可以被视作棕熊的亚种。

## 發現
2006年4月，一名美國獵人於加拿大西北地區班克斯島上射殺了一隻貌似北極熊的熊。但有官員後來發現這隻熊雖有平板的輪廓，白色皮毛等北極熊的特徵，但眼部周圍、背上和四肢也有數處是灰熊的棕色，它所擁有的長爪與拱背更被視為灰熊的特徵。

## DNA鑑定
DNA鑑定證實這隻熊的確是公灰熊跟母北極熊的雜交種。
雖然過去已經知道這雜交種是有可能存在的，而其他種類的熊屬雜交種亦曾經有報告過，但這次的發現還是野外的第一次。之前雖然在動物園中也有過這種雜交種，但並不被認為是在野外會存在的生物。
之前雖有人在野外拍到過雜交熊的照片，但經由此次DNA測試證實，才有動物學家提出野生熊類也會雜交的假說。灰熊與北極熊雖然在基因上很接近，也有共同的地盤，但卻有互相迴避的傾向。灰熊傾向在陸地上生活、繁殖。北極熊卻是在水中與冰上生活與繁殖。有人提出假說，由於地球暖化冰層變薄，北極熊無法在原居地生存，於是進入內陸，雜交熊出現的頻率因而增高。就如同1864年發現的白色巨熊麦克法兰熊標本所示，灰熊與北極熊的雜交種現在也不時有所發現。

## 命名
由於2006年的發現，媒體開始為這種熊取名字，包括「Pizzly」、「Grolar Bear」和「Polizzly」等，皆為取自灰熊（Grizzly）與北極熊（Polar Bear）之義的新造語，但迄今並無共識。
加拿大的野生動物保護局提案，以伊努克提圖特語的北極熊（Nanuk）與灰熊（Aklak）造成的新字Nanulak稱呼這種熊。由於對雜交種的取名習慣是將父方名字放在前面，若是雄北極熊與雌灰熊所生的稱作Pizzly，雄灰熊與雌北極熊所生則稱為Grolar。
1864年的麦克法兰熊標本在收藏庫保管了一段很長時間後，1918年由克林顿·哈特·梅里厄姆認定為新種，正式賦與學名Vetularctos inopinatus。但若DNA的解析證實牠是灰熊與北極熊雜交種的話，根據國際動物命名規則，對雜交種賦與的學名無效，這個標本的Vetularctos屬，及學名Vetularctos inopinatus或Ursus inopinatus將全部成為無效名稱。

## 參看
- 雜交種

## 相關鏈接
- CBC Article （页面存档备份，存于）